# Asociación Colombiana de Lacrosse
Asociación Colombiana de Lacrosse, es el ente que rige los campeonatos del Lacrosse en Colombia, está a cargo de direccionar el Lacrosse en las diferentes ciudades, crear proyectos, hacer campeonatos nacionales  y finalmente se encarga de las selecciones en Colombia de lacrosse en sus ramas masculina y femenina. Fue fundada en el año 2012 y afiliada a la FIL Federación Internacional de Lacrosse.
La Asociación está constituida por la Junta Directiva, Comité Disciplinario y Asamblea de Líderes. La Junta Directiva está conformado por cinco líderes de las ciudades, que tienen voz y voto para tomar las decisiones principales; el Comité Disciplinario, es el organismo que regula que sean correctas las decisiones y la Asamblea de Líderes, está conformada por los líderes de cada ciudad (Bogotá, Medellín, Tunja, Manizales y Pereira) para que las decisiones sean las más apropiadas a esa ciudad.

## Historia
El Lacrosse llegó a Colombia en el año 2009 gracias a la iniciativa del estudiante de educación física en la Universidad Pedagógica Nacional, José Alberto Prieto (actual líder del Club Mocaná Lacrosse). En la ciudad de Bogotá se tomó la iniciativa de crear el primer club de Lacrosse en Colombia, (Mocaná Lacrosse),  Posteriormente se incluyeron en las ciudades de Pereira, Medellín, Tunja y Manizales; desde la implementación de los clubes en las diferentes ciudades se conforma la Asociación Colombiana de Lacrosse en el año 2013 y empiezan a distribuir las funciones legales para conformar una estructura, con el fin de regular y representar el deporte en Colombia.
Colombia ha participado en la rama masculina, una vez en el Campeonato Mundial de Lacrosse donde quedó en el puesto 37 y en la Copa América de Lacrosse, en la rama femenina ha participado dos veces en el Campeonato Mundial de Lacrosse femenino quedando en el puesto 24.

## Selecciones

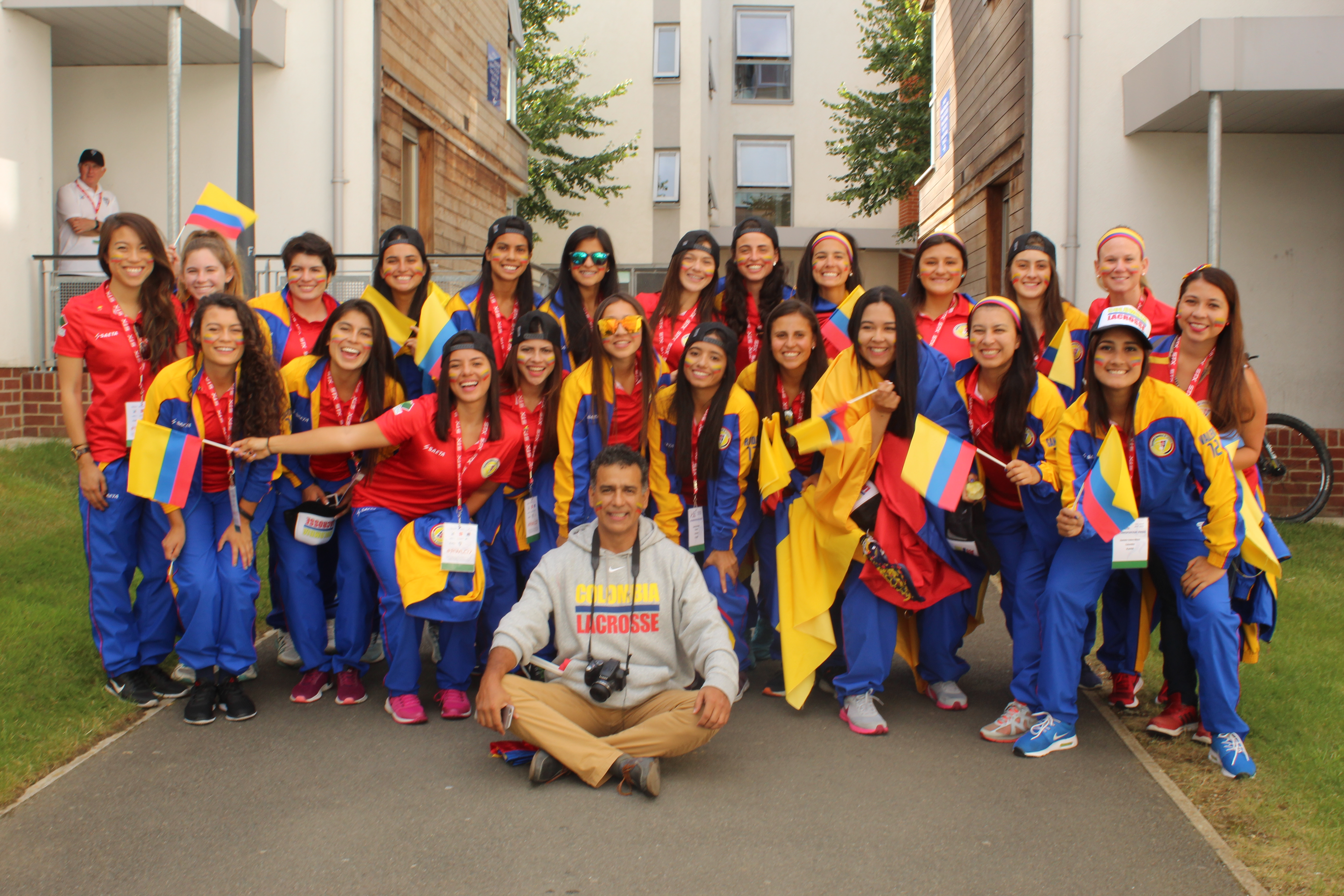
Selección femenina de lacrosse

### Femenino
- En el 2015, participó en el mundial que se realizó en Escocia, Edimburgo. Fue el primer país Sudamericano que participó en el mundial de Lacrosse Femenino.[4]
- En el 2017, participó en el mundial  que se realizó en Inglaterra, Guilford.[5]

### Masculino
- En el 2014, Participación al mundial de Denver, Colorado.[4]
- En el 2015, Participación en la Copa América en México.[6]

## Eventos nacionales
- Copa Cocouy.
- Copa Fundadores.
- Tríos Lax Mocaná